# ? (Lost)
? este un episod al serialului de televiziune Lost, sezonul 2.